# Kathy May
Kathy May (Beverly Hills, 18 giugno 1956) è un'ex tennista statunitense. Madre del tennista americano top 10 Taylor Fritz, è conosciuta anche con i cognomi da sposata Teacher, Paben e Fritz.

## Biografia
È nata e cresciuta a Beverly Hills, in California.
Nel 1979, ha sposato il tennista top 10 Brian Teacher. Dopo il divorzio con Teacher si è sposata con Don Paben nel 1981 con il quale ha avuto due figli; successivamente divorzia anche da lui. Più tardi è arrivato il terzo matrimonio con Guy Fritz, con il quale nel 1997 ha avuto il terzo figlio: il tennista Taylor Fritz.

## Carriera
In carriera ha vinto sette titoli nel singolare, tra cui lo US Clay Court Championships nel 1976. Nei tornei del Grande Slam ha ottenuto il suo miglior risultato raggiungendo i quarti di finale per un totale di sette volte: tre nel singolare, precisamente all'Open di Francia, 1977 e 1978 e agli US Open nel 1978; nel doppio agli US Open del 1978 e del 1979; nel doppio misto a Wimbledon nel 1976 e agli US Open nel 1977.

## Statistiche

### Singolare

#### Vittorie (7)
| N. | Data              | Torneo                                    | Superficie  | Avversario in finale | Punteggio     |
| 1. | 17 settembre 1973 | Pac Southwest Championships, Los Angeles  | Cemento     | Lea Antonoplis       | 5-7, 6-1, 6-2 |
| 2. | 22 aprile 1974    | Ojai Tennis Tournament, Ojai              | Cemento     | Susan Hagey          | 2-6, 6-0, 6-1 |
| 3. | 4 maggio 1974     | Los Angeles Sectionals, Los Angeles       | Cemento     | Lindsay Morse        | 6-4, 7-6      |
| 4. | 19 agosto 1974    | Pennsylvania Lawn Tennis Championship     | Erba        | Barbara Jordan       | 6-3, 7-5      |
| 5. | 17 marzo 1975     | Pensacola                                 | Terra rossa | Ilana Kloss          | 5-7 6-4 7-6   |
| 6. | 19 gennaio 1976   | Fort Myers                                | Terra rossa | Ann Kiyomura         | 5-7, 6-3, 6-1 |
| 7. | 15 agosto 1976    | US Clay Court Championships, Indianapolis | Terra rossa | Brigitte Cuypers     | 6-4, 4-6, 6-2 |

### Doppio

#### Finali perse (1)
| Numero | Anno             | Torneo                | Superficie | Compagna     | Avversarie in finale            | Punteggio     |
| 1.     | 27 novembre 1978 | Borden Classic, Tokyo | Cemento    | Tracy Austin | Martina Navrátilová Betty Stöve | 6-4, 6-7, 3-6 |